# Linda annamensis
Linda annamensis är en skalbaggsart. Linda annamensis ingår i släktet Linda och familjen långhorningar.

## Underarter
Arten delas in i följande underarter:
- L. a. annamensis
- L. a. yunnanensis